# War Thunder
War Thunder là một trò chơi trực tuyến đa nền tảng lấy cảm hứng từ Chiến tranh thế giới thứ hai được phát triển bởi Gaijin Entertainment tại Nga dành cho các nền tảng Microsoft Windows, OS X, Linux, PlayStation 4 và các nền tảng VR như VIVE, Oculus Quest. Với hơn 2000+ phương tiện chiến tranh bao gồm xe tăng, máy bay cánh cố định, trực thăng, tàu thủy, xe bọc thép hạng nhẹ, v.v. của rất nhiều quốc gia, được gói gọn trong 10 quốc gia chính bao gồm Hoa Kỳ, Anh, Pháp, Đức, Nhật Bản, Liên Xô, Ý, Trung Quốc, Thụy Điển và Israel.

## Cách chơi
Trò chơi dựa trên các trận chiến kết hợp không chiến, hải chiến và mặt đất với các phương tiện từ Nội chiến Tây Ban Nha đến giai đoạn Chiến tranh Lạnh với trọng tâm là Chiến tranh thế giới thứ hai và Chiến tranh Lạnh. Người chơi có thể mở khóa hơn 900 máy bay, xe tăng, tàu chiến, trực thăng từ Liên Xô, Đức Quốc xã, Anh, Đế quốc Nhật Bản, Hoa Kỳ, Pháp, Ý, Trung Quốc,Thụy Điển, Israel. Các quốc gia khác, như Canada, Úc, România, Phần Lan cũng có các đặc trưng trong phương tiện của 10 quốc gia chính.
Hầu hết các bản đồ trong trò chơi đều trực tiếp hoặc gián tiếp dựa trên các trận đánh có thật như ở Stalingrad hoặc Peleliu, một hòn đảo trong chuỗi Palau và Việt Nam.

## Các quốc gia
Bao gồm các quốc gia tham gia Chiến tranh thế giới thứ hai. Bao gồm:
- Liên Xô
- Hoa Kỳ
- Vương quốc Liên hiệp Anh và Bắc Ireland
- Pháp
- Đức Quốc xã
- Đế quốc Nhật Bản
- Ý
- Trung Quốc

- Thụy Điển (Update 1.95[15], Update 1.97 "Viking Fury".[16])
- Israel (Update 2.11 "Ground Breaking" [17])

- Trong các nhánh quốc gia chính vẫn bao gồm một số phương tiện đến từ các quốc gia khác như Hungary, Romania, Séc, Việt Nam,.... dựa trên các yếu tố lịch sử (quốc gia thuộc địa, quốc gia đồng minh, quốc gia lân cận,...

- Ngoài ra, một số người chơi còn khuyến nghị thêm Hàn Quốc, Triều Tiên, Ba Lan, Thổ Nhĩ Kì, Đông Nam Á, ... vào game[18]

## Các mức độ chơi
- Arcade: Chế độ dễ nhất, có hỗ trợ chơi, hướng dẫn.
- Realistic: Chế độ khó trong game, dựa trên các yêu tố thực tế, ít hiệu ứng hỗ trợ.
- Simulator: Chế độ khó nhất, giả lập theo hướng hoàn toàn thực tế, chỉ có thể điều khiển bằng góc nhìn thứ nhất và không có hiệu ứng hỗ trợ.

## Các chế độ chơi

### Air Battle: Không chiến
Người chơi sẽ điều khiển phương tiện chiến tranh là máy bay để làm nhiệm vụ  như bảo vệ căn cứ đồng minh, bảo vệ các lực lượng đồng minh, hỗ trợ tiến công, tấn công căn cứ và lực lượng đối phương hay đơn giản là chiếm đóng sân bay.
Để thực hiện, người chơi cần tiêu diệt máy bay đối phương và sử dụng bom để phá hủy mục tiêu.
Người chơi có thể sử dụng các máy bay tiêm kích như Messerschmitt Bf 109, North American P-51 Mustang, Mitsubishi A6M Zero,v.v. để tiêu diệt máy bay đối phương (một số máy bay còn có thể mang bom để tiêu diệt các mục tiêu cỡ nhỏ).
Tuy nhiên do không có nhiều vũ khí hoặc  không có các vũ khí hiệu quả (như bom và tên lửa) nên để tiêu diệt các mục tiêu như Pillbox, pháo phòng không,v.v. người chơi có thể sử dụng máy bay tấn công mặt đất như Ilyushin Il-2.
Để phá hủy các căn cứ đối phương, cần một lượng lớn hỏa lực, người chơi cần sử dụng máy bay ném bom. Có nhiều loại máy bay ném bom trong trò chơi như máy bay ném bom bổ nhào (ví dụ: Junkers Ju 87), máy bay ném bom hạng trung (ví dụ: Dornier Do 217) hay máy bay ném bom hạng nặng như Petlyakov Pe-8. Phần lớn máy bay ném bom không có súng mũi và tốc độ bay kém, bù lại chúng sở hữu các "turret" để phòng thủ.
Ở mức độ chơi Arcade sẽ có chức năng tâm ngắm, người chơi có thể ngắm vào tâm để bắn vào buồng lái đối phương. Một chức năng nữa là "bomb sight" để quan sát vị trí bom rơi. Đạn súng máy và bom khi hết sẽ tự động tái nạp. Máy bay khi hết nhiên liệu vẫn có thể tiếp tục chiến đấu.
Ở mức độ chơi Realistic sẽ không có các chức năng kể trên. Đạn dược và bom nếu hết, người chơi buộc phải trở về căn cứ đồng minh để tái nạp. Khi hết nhiên liệu, máy bay sẽ không thể chiến đấu, buộc người chơi phải quay về căn cứ đồng minh để tái nạp hoặc tử trận.
Trong chế độ này, người chơi có các nhiệm vụ khác nhau theo loại máy bay sử dụng:
- Fighter: Người chơi sử dụng các máy bay tiêm kích để tiêu diệt hoặc đánh chặn các phương tiện của đối phương.

- Strike Aircraft: Người chơi sử dụng các máy bay cường kích để tiêu diệt các mục tiêu mặt đất có sẵn trên lãnh thổ đối phương.

- Bomber: Người chơi sử dụng máy bay ném bom để tiêu diệt các mục tiêu mặt đất cỡ lớn, như căn cứ địch, sân bay, là thành phần quan trọng, có thể quyết định thắng thua của mỗi trận đấu.

- Intercepter: Người chơi sử dụng các máy bay đánh chặn tầm cao hoặc tầm gần để tiêu diệt các máy bay của đối phương, thường là máy bay ném bom và máy bay cường kích.

### Tank Battle: Đấu tăng
Là một trong những phương tiện chiến tranh đầu tiên được đưa vào trò chơi với ban đầu chỉ có hơn 100 xe tăng và xe bọc thép, nhưng sau rất nhiều bản cập nhật, số xe tăng trong trò chơi đã tăng lên rất nhiều với khoảng hơn 500+ xe tăng và xe bọc thép các loại. Từ những chiếc Panzer II trong Nội chiến Tây Ban Nha vào giữa những năm 1930 cho đến T-80 và M1 Abrams những năm tháng cuối cùng của Chiến tranh Lạnh. Các phương tiện chiến đấu mặt đất trong trong trò chơi được chia thành nhiều loại từ Tăng hạng nặng, Tăng hạng trung, Tăng hạng nhẹ, Pháo phòng không, Pháo chống tăng và nhiều loại khác không được thường xuyên nhắc tới như Xe bọc thép, Xe chiến đấu bộ binh hay xe tăng có khả năng bắn tên lửa điều khiển chống tăng, cả Xe tăng chiến đấu chủ lực (MBT). Khác với World of Tanks, xe tăng trong trò chơi có thể sử dụng hoả mù hay bắn súng máy sử dụng hồng ngoại và chế độ quan sát ban đêm cùng hệ thống thống kê thiệt hại dựa trên cơ sở thực tế. Ở chế độ chơi này, máy bay và trực thăng cũng có thể tham gia.

### Naval Battle: Hải chiến
Người chơi sẽ được quyền sử dụng tàu chiến. Chế độ chơi xuất hiện ở bản cập nhật 1.77 "Advancing Storm" với công nghệ của Mỹ và Đức. qua nhiều bản cập nhật, các nước Anh, Liên Xô, Nhật Bản, Ý, Mỹ và Đức là những quốc gia có công nghệ hải quân. Đến bản cập nhật "New Power", các thiết giáp hạm đã được thêm vào. Từ lúc hải quân xuất hiện, có 295 tàu chiến với đủ thể loại từ tàu phóng lôi, săn ngầm đến khu trục hạm, tuần dương hạm và thiết giáp hạm. Trong trận, 2 đội chơi sẽ tranh giành quyền kiểm soát các vị trí chiến lược theo yêu cầu của màn chơi, mỗi người trong mỗi đội có 3 lần hồi sinh. Người chơi cũng có thế sử dụng không quân trong trận.